# Polycheira
Polycheira is een geslacht van zeekomkommers uit de familie Chiridotidae.

## Soorten
- Polycheira echinata Heding, 1928
- Polycheira rufescens (Brandt, 1835)

Niet geaccepteerde namen
- Polycheira fusca (Quoy & Gaimard, 1833),[1] synoniem van Polycheira rufescens
- Polycheira vitiensis (Semper, 1868), synoniem van Polycheira rufescens